# Živa Kraus

Živa Kraus (Zagreb, 4. listopada 1945.) hrvatska slikarica i galeristica židovskog podrijetla.

## Životopis
Živa Kraus je rođena u Zagrebu u obitelji Ive Krausa i Herme Delpin, kao sestra blizanka liječnika, urologa i pisca Ognjena Krausa. Studirala je slikarstvo na Akademiji likovnih umjetnosti u Zagrebu gdje je organizirala svoju prvu samostalnu izložbu.

## Umjetnički rad
Tijekom 1970-ih zagrebačka umjetnica Živa Kraus bila je desna ruka vlasnice Peggy Guggenheim u vođenju Zbirke Peggy Guggenheim.
Godine 1978. bila je kustosica međunarodne izložbe u Veneciji (2. srpnja - 15. listopada 1978.) nazvane Od prirode umjetnosti, od umjetnosti prirodi.